# Grand Prix Pino Cerami 1966
Il Grand Prix Pino Cerami 1966, terza edizione della corsa, si svolse il 6 aprile su un percorso di 208 km, con partenza e arrivo a Wasmuel. Fu vinto dal belga Eddy Merckx della Peugeot-BP-Michelin davanti ai suoi connazionali Robert Lelangue e Frans Brands.

## Ordine d'arrivo (Top 10)
| Pos. | Corridore        | Squadra                    | Tempo    |
| ---- | ---------------- | -------------------------- | -------- |
| 1    | Eddy Merckx      | Peugeot-BP-Michelin        | 5h27'00" |
| 2    | Robert Lelangue  | Solo-Superia               | s.t.     |
| 3    | Frans Brands     | Romeo-Smiths-Plume Sport   | s.t.     |
| 4    | Roger Baguet     | Solo-Superia               | s.t.     |
| 5    | Jan Nolmans      | Mann-Grundig               | s.t.     |
| 6    | Jaak De Boever   | Wiel's-Gancia-Groene Leeuw | s.t.     |
| 7    | Michael Wright   | Wiel's-Gancia-Groene Leeuw | s.t.     |
| 8    | Freddy De Blieck | Goldor-Main d'Or           | a 20"    |
| 9    | Romain Furniere  | Flandria                   | s.t.     |
| 10   | Jan Lauwers      | Romeo-Smiths-Plume Sport   | s.t.     |